# Carex sclerocarpa
Carex sclerocarpa är en halvgräsart som beskrevs av Adrien René Franchet. Carex sclerocarpa ingår i släktet starrar, och familjen halvgräs. Inga underarter finns listade i Catalogue of Life.